# Light Car Company
Light Car Company — британский автопроизводитель, основанный в 1991 году Гордоном Мюрреем и Крисом Крафтом в Сент-Нитсе и упразднённый в 1998 году.

## Модельный ряд
Единственная модель компании Light Car Company — Rocket. Масса автомобиля составляла 385,6 кг — меньше, чем у Lotus Seven и Caterham 7. Кузов автомобиля открытый. Вместимость — 2 человека. Автомобиль оснащался двигателем Yamaha объёмом 1000 см3, мощностью 143—165 л. с. Коробка передач — пяти- или шестиступенчатая механическая. Максимальная скорость составляла 230 км/ч. Колёсная база автомобиля составляла 2413 мм, длина — 3518 мм, ширина — 1600 мм, высота — 914 мм.